# Asparagus kiusianus
Asparagus kiusianus là một loài thực vật có hoa trong họ Măng tây. Loài này được Makino mô tả khoa học đầu tiên năm 1970.